# Mount Graham
Mount Graham je nejvyšší hora pohoří Pinaleno Mountains, jedna z nejvyšších hor ve státě Arizona a hora s nejvyšší prominencí v Arizoně. Má nadmořskou výšku 3 267 metrů a prominenci 1 926 metrů. Mount Graham leží na jihovýchodě státu, v Graham County, okolo 110 kilometrů severovýchodně od Tucsonu a 210 kilometrů jihovýchodně od Phoenixu.
Západně od vrcholu se nachází mezinárodní observatoř Mount Graham International Observatory.